# Ghiacciaio Tulaczyk
Il ghiacciaio Tulaczyk (in inglese: Tulaczyk Glacier) è un ripido ghiacciaio vallivo situato sulla costa di Zumberge, nella parte occidentale della Terra di Ellsworth, in Antartide. In particolare, il ghiacciaio, il cui punto più alto si trova a circa 3.800 m s.l.m., è situato sul versante occidentale della catena principale della dorsale Sentinella, nei monti Ellsworth, tra il ghiacciaio Cairns, a nord, e il ghiacciaio Zapol, a sud. Da qui esso fluisce verso sud-ovest a partire dal versante occidentale del monte Vinson, scorrendo lungo il fianco sud-orientale del picco Brichebor, fino ad unire il proprio flusso a quello del ghiacciaio Nimitz, a ovest del colle Hodges e sud-est del picco Klenova.

## Storia
Il ghiacciaio Tulaczyk è stato così battezzato nel 2006 dal Comitato consultivo dei nomi antartici in onore di Stephen Slawek M. Tulaczyk, ricercatore del Programma Antartico degli Stati Uniti d'America, le cui ricerche si focalizzano, sin dal 1998, sui flussi di ghiaccio dell'Antartide occidentale.